# Liprak Wetan
Liprak Wetan is een bestuurslaag in het regentschap Probolinggo van de provincie Oost-Java, Indonesië. Liprak Wetan telt 4391 inwoners (volkstelling 2010).